# 朝鲜民族人名
朝鲜民族的人名或称姓名，即朝鲜民族使用的姓名，由一个姓氏及一个名字构成，通常也称“韩文名”或“朝鲜名”。朝鲜民族共有超过250个姓氏仍在使用，一般为单字姓，也有两个字的复姓，以金、李、朴三姓的使用人口数最多。
最早朝鮮半島并不使用姓氏，后来随着与中国的交流，逐渐接受汉式命名方式后，王室与贵族才开始使用姓氏，高句丽在公元1世紀時開始使用姓氏，而百濟、新羅分別在公元4世紀和6世紀時候才開始使用姓氏。因此史籍记载中早期先民的名字往往不符合汉式命名结构，如新罗早期君主名为“脱解尼师今”，而朝鲜三国时代以后朝鲜民族传统的姓名在形式上已与汉名相同。不过历史上，朝鲜半岛也曾使用其他形式的姓名，如：高丽君主一般同时使用蒙古式姓名；在朝鮮日治時期亦有人使用日式姓名。
为区分相同姓氏的不同分支或不同来源，通常同一个姓氏会区分成不同的“本贯”，最多的金姓有超过200个本贯，但也有仅一个本贯的姓氏。据称，韓國人口最多的本贯为金海金氏，有約600万人口。

## 姓氏

韓國的主要姓氏(KNSO2000年數字)
金姓
李姓
朴姓
崔姓
鄭姓
其他

朝鲜民族姓氏并不是非常多，现在仍有使用的大约有300个，中国朝鲜族更仅有约130个在用，而且绝大多数人口集中在金、李、朴、安、张、赵、崔、鄭、韩、姜、全、柳和尹等少数的几个姓氏。使用人口最多的金、李、朴三姓占到了总人口的近一半之多。由于各种不同的原因，姓氏的总量仍在不断增加。与汉族一样，朝鲜族姓氏中也有一些复姓，但人口极少，除「南宮」外没有进入使用人口数量排名的前一百名。
朝鲜民族的每一个姓氏都分为一个或多个“本贯”（본관），本贯也就是籍贯的意思，用来区分其不同的起源地，例如人口最多的本贯“金海金氏”就是指这一脉的金姓源自“金海”。每个本贯又可以进一步分为“派”（파），各派一般为更近一些的同一祖先的后代。因此一个朝鲜民族的完整姓氏记作“本贯+姓氏+支派”，如“安东权氏同正公派”（안동권씨동정공파）。相同姓氏相同本贯的人们被认为是身具相同的血脉，因此即使血缘关系并不亲近，同本贯男女通婚也被视为禁忌，即使到了现代仍維持這種傳統。传统上，朝鲜民族妇女在结婚后保持本姓，但她们的孩子将從父姓。在步入现代之前的宗法社会，人们都恪守这传统的家庭价值观和家庭身份识别。根据传统，每个本贯都会每隔大约30年更新自己的族谱。:33–34
朝鲜民族姓氏的起源可以追溯到公元前1世纪，随着中国文化向朝鲜半岛的传播，汉族的姓氏制度也被朝鲜民族先民所接受，当时由于毗邻而与汉文化直接接触的高句丽首先开始使用姓氏。据《北史·高丽传》记载，高句丽开国君主朱蒙建国后，以“高”为氏，是汉姓起源中典型的以国为氏。除了王室之外，国王还常为有功之臣赐姓，最早的赐姓是朱蒙王赐予功臣的“克室氏”、“仲室氏”等。姓氏的使用逐渐扩大了整个贵族的范围，到公元5世纪，高句丽的姓氏发展较为迅速，形成了高、工、礼、马等二十多个姓氏。半岛其他各国王室较高句丽要晚，但也逐渐开始效仿汉族姓氏创造了自己的姓氏以表明其统治地位，百济王室由于是扶余的分支，以扶余为姓；而新罗王室的朴姓、昔姓（石姓）、金姓则多归于神话传说。此外，历代都有中国官民因多种原因迁徙、归化后世居朝鲜半岛，大量姓氏随中国人迁入而带到了朝鲜半岛。据统计，中华人民共和国的朝鲜族常见的230个姓氏中，有超过70%产生于历代中国人迁居朝鲜半岛，但其使用人口并不多，不足总人口的30%。
朝鲜半岛的平民普遍使用姓氏使用则经历了漫长的过程，直到1047年高丽文宗大力推行科举制度之后，百姓才普遍拥有了姓氏。而奴婢获得姓氏还要晚得多，直到朝鲜王朝之后才普遍使用姓氏。

## 名字
朝鲜民族的名字通常根据汉字来取，即使現時大部份情況下不使用汉字，但对应的谚文的含义仍会被考虑，如对应汉字（铁）的字，就只可能被用于男孩子的名字之中。除去姓氏后，传统的名字多为两个字，而且其中有一个是表示辈分的辈字，仅有一个字是各自不同的。这个命名方式起源于汉族，后来被朝鲜民族接受。在韩朝两国，堂兄弟已经很少共用辈字了，但兄弟共用辈字的现象还非常常见。單字名（외자）亦存在，但較少見。傳統上朝鮮王朝各帝王以及許姓各本貫多會取單字名。
与日本类似，韩国在1990年修改《户籍法》后，也对用于人名的汉字进行了限制，规定只有韩国大法院许可的汉字可以用于名字。因此，如果在做出生登记时，想使用的汉字未包括在用于人名汉字中，就只能更换汉字或使用谚文名字。韩国大法院于1991年3月发布了最初的人名用汉字表，包含汉字数量为2854个。之后曾多次增添，到2015年数量增加到了8142个。
尽管使用汉字取名的传统仍占主流，但从1970年代末开始，很多父母开始使用固有词来为儿女取名，通常也是两个音节。这一类的常见的名字有（天空，常音譯為“荷娜”或“河娜”，늘無對應漢字）、（美丽，아름對應漢字有“雅凜”等）、 （露水，對應漢字有“伊瑟”等）和（智慧，對應漢字有“瑟琪”等）等。虽然这个趋势偏离了传统，但除非没有对应的汉字，人名在官方文件、族谱等地方，还是用谚文和汉字同时记录的。
由于韩国原先没有限定名字的长度，曾有一些人登记了非常长的名字，如使用固有词取的16个音节的（我们爱你胜过天空、星星、云彩和太阳）。而在1993年之后，新的户籍法律要求名字不得超过5个字节。

## 使用

### 称呼形式
对于人名的使用，朝鲜半岛传统是有一套严格的规范的。在朝鲜半岛文化中，直呼其名被认为是粗鲁的，:29所以如果不是非常亲近的朋友，成人之间通常不直呼其名，尤其是当对方比自己年龄大时，更不能称呼名字，而是要用（部长）、（社长）、（教授）等表示职衔的词来称呼，也可以把对方姓加上，例如韩剧《来自星星的你》中的男主角都敏俊就常被称为（都教授），其中是姓氏“都”，是“教授”，是用于人称后，表示尊称的字。
在韓國，（朝鮮不允許這種稱呼）如果对方比自己早入学或早参加工作的话，则称其为（先生）。即使对比自己年龄小的同事或其他人，一般也不直接称呼其名字，而是在姓名或名字后加，对应的汉字是“氏”，一般根据情况翻译为“先生”、“小姐”、“女士”等，如（小雅氏，常译为小雅女士或小雅小姐）,（俊秀氏，常译为俊秀先生）等。但即使加上这样的后缀，单独称呼对方的姓氏也是不礼貌的。:182（兄，男性稱呼他人用）、（姐）等亲族称呼也逐渐在职场中广泛使用了。主要用于男性称呼和自己年纪、职等相同的同僚或职等比自己高的人使用；稱呼女性則可以用或在名字后加来称呼女性前辈，但称呼姓氏时不能用这个词，要使用（Miss）后面加姓氏的方式。（先生）、（先辈）和（女士）等前面都可以加姓氏使用。

### 传统乳名
早期由于小孩子的死亡率非常高，父母们会给自己的孩子起一个乳名（아명），而且常常是一些贱名，人们相信这样可以防止他们夭折。现在已经很少会有人给孩子起那些带有侮辱性的乳名了。女子结婚后就不再使用自己的乳名了。
此外，从儿称谓，即用子女的名字称呼父母的现象在朝鲜民族中也十分常见。最常见的是以长子的名字称呼他的母亲，如“哲秀妈妈”（철수 엄마），但除此之外，也可以根据语境用其他儿子的名字来称呼或称呼其他亲属。:9

### 男女的差异
朝鲜半岛历史深受儒家的影响，特别是1392年朝鲜王朝建立之后。儒家将家庭视为社会的基本单位，重视家庭伦理，对父子关系、夫妇关系、兄弟关系等有明确的要求，重视父权和夫权，重男轻女，讲究长幼有序。由于重男轻女，为凸显男女有别，传统的朝鲜民族社会有着严格的性别隔离，对男女的性道德要求也是双重标准。因此，已婚女子常被称为（内人）或（屋里人），表明妇女的生活被限定在家庭之中。
传统上，朝鲜民族妇女在婚后还会继续使用自己的姓氏，儿女们的姓氏都将与她丈夫的相同，但除非她丈夫是入贅的。根据韩国民法的修订，从2008年1月1日开始子女不仅可以用双亲中任何一方的姓氏，也可以用继父母的姓氏取名。

## 历史
朝鲜民族名的使用具有悠久的历史，最早的记载可以追溯到朝鲜三国时代。汉字的使用促进了朝鲜民族名的发展，除了汉式姓名，表字、笔名、谥号和乳名等儒家传统的人名体系均被朝鲜民族先人们接受。表字制度更是起源于儒家经典《礼记》。:1134旧传统中，如果婴儿名字没有在孕晚期定好，就将由家中最年长的男子来为他取名，通常会选择起一个吉祥的名字。
三国时期开始出现一些土生的三音节人名，如（未斯欣）和（斯多含）等，后来他们都转而用汉字记录了下来。姓氏开始仅限国王和王室使用，后来才逐渐蔓延到贵族，并最终扩展到大多数人。最初的一些姓氏显然是源自朝鲜民族的地名等固有词，这些朝鲜民族姓氏很可能不是遵循汉语原音的音读，而很可能是以固有词读音来释读。例如，高句丽摄政渊盖苏文（연개소문）的名字就可能读作“Eol Kasum”（/*älkasum/）。新罗早期的人名还会用到古朝鲜语的词汇，例如新罗始祖朴赫居世居西干又名“弗矩内”（불구내），其含义为“光明理世”。
根据《三国史记》记载，国王们还会赐予功臣或国民姓氏，如新罗第3代君主儒理尼师今在公元33年将辰韩六村改为六国，并分别赐予了李、崔、孙、郑、裴和薛六姓。然而，现代史学家一般认为这并不足信，上述的漢式姓氏更可能是从越来越多地采用中国模式的三国时期的5世纪及之后才开始广泛使用的。三国时期，仅有薛聪等少数几人使用表字的记载，直到士人都崇尚儒家的高丽时期，才开始广泛地使用表字。1055年，高丽限制参加科举的士子必须要有姓氏，平民才开始使用姓氏:2。到朝鲜王朝时期，统治阶层“两班”的男子们已经发展出了复杂的人名体系，而农民却可能一生就只有一个乳名而已。根据1910年朝鲜半岛被日本吞併后进行的统计，约大半以上的朝鲜族人还没有姓氏。
在高丽受蒙古统治时期，国王和文武大臣除了拥有漢式姓名之外，还有蒙古式名字。当时，高丽统治阶层的子孙都会在元朝的宫廷中学习。例如，高麗恭愍王不仅有儒式名“王祺”（后改为王顓），而且还有蒙古名“伯顏帖木兒”。:117
1910年到1945年的朝鲜日治时期，朝鲜半岛彻底沦为日本的殖民地，很多朝鲜民族给自己改了日本式的姓名。而由于大韩帝国在1909年开始的户籍统计尚未完成，改名造成了混乱，日本的朝鲜总督府于1911年11月1日颁布法令禁止朝鲜民族使用日本式姓名，已登记的被责令改回。1939年，作为朝鲜总督南次郎皇民化运动的一项措施，颁布了鼓励将朝鲜式名字改为日式名字的法令“昭和十四年制令二十号”，日本称“創氏改名”，朝鲜称“日本式姓名强要”（일본식 성명 강요），朝鲜族人除了原有的姓（성）和名（명）之外，再创造一个日本式的“氏”（씨），如一男子原名“金武铉”，另创造一个氏“大和”，则他的全名将变为“大和武铉”，而女子則是名字尾字用日式的“子”和“姬”。法令起初是以自愿为原则实行的，而且总督府官方禁止使用强制措施，但1940年4月道知事会议后，基层官员就开始强制要求朝鲜民族改用日式姓名了。到1944年，约84%的朝鲜民族改用了日本姓氏。
二战后，日本投降，美国陆军在半岛南部的军政府于1946年10月23日颁布了《朝鲜姓名复旧令》（조선 성명 복구령；Name Restoration Order），允许韩国人根据自己的意愿改回原名。并非所有的朝鲜族都改回了朝鲜式姓名，不少在日朝鲜人在二战之后也仍使用日式姓名，另外，日本占领库页岛时，曾迁入了不少朝鲜族，二战末期苏联占领库页岛，这些被称为高丽人的朝鲜民族很多都是继续使用日式姓名的。朝鲜曾在1970年代发起过一次消除日式名字的运动。

## 罗马化与转写

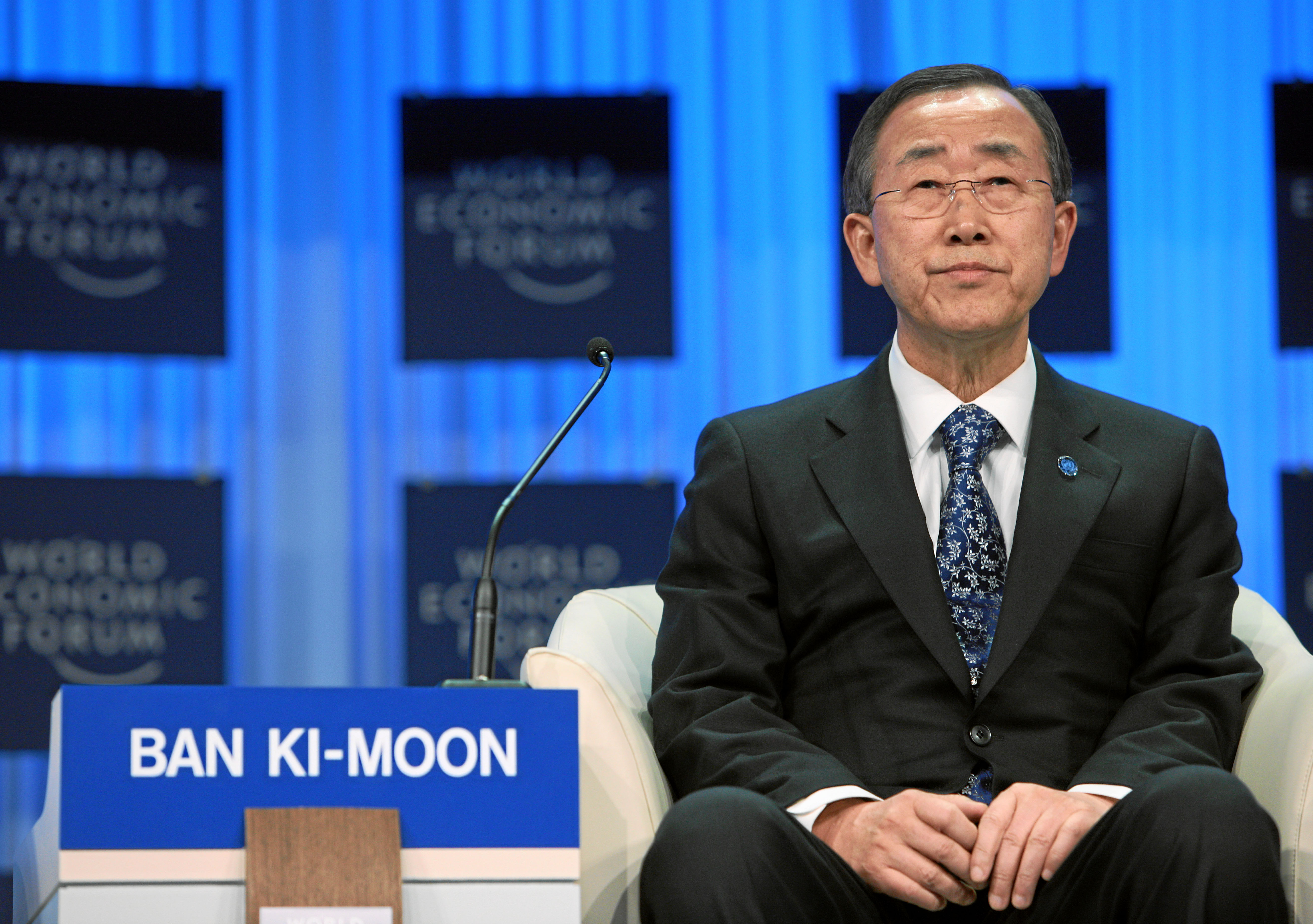
潘基文，摄于瑞士达沃斯。如图，他名字的英文转写为“Ban Ki-moon”将姓氏“Ban”放于前面

在英语国家，朝鲜民族最常见三个姓氏一般被记为“Kim”（김，金）、“Lee”或“Rhee”（이或리，李）和“Park”（박，朴）。尽管韩朝两国都有规定韩语的罗马化标准，但对人名转写的实际使用上仍不统一，如朝鲜民族“李”姓大都使用海外华人也常用的“Lee”，以及“Rhee”、“Yi”、“Rhie”等多种不同形式，而规范的“I”却少有人用。
在英语出版物中，一般朝鲜民族人名是按照姓前名后的原始次序排列，西方的报纸也是这样。生活或工作在西方国家的韩国人则一般将名字调整为西方的次序，即先名後姓。英语中的韩国人姓名通常表现的和华人的相似而与日本人的不同，在英语出版物上，日本人的姓氏往往放在后面。
2012年，大韩体育会规定，自当年的伦敦奥运会开始，韩国运动员在奥运会上必须严格统一按照先姓后名的顺序拼写名字。
根据《中国人名汉语拼音字母拼写规则》，中国朝鲜族的朝鲜语姓名应按照朝鲜语读音，用汉语拼音字母（即拉丁字母）音译转写，分连次序也要依照民族习惯。

## 參看
- 韓國姓氏人口排名
- 韓國同音姓氏
- 韓國外來歸化姓氏